# Округ Дејд (Мисури)
Дејд (енгл. Dade County) је округ у америчкој савезној држави Мисури.

## Демографија
По попису из 2010. године број становника је 7.883, што је 40 (-0,5%) становника мање него 2000. године.
| Група             | 2000.         | 2010.         |
| Белци             | 7.670 (96,8%) | 7.476 (94,8%) |
| Афроамериканци    | 21 (0,3%)     | 30 (0,4%)     |
| Азијати           | 11 (0,1%)     | 22 (0,3%)     |
| Хиспаноамериканци | 67 (0,8%)     | 121 (1,5%)    |
| Укупно            | 7.923         | 7.883         |